# Argumentum ad misericordiam
Argumentum ad misericordiam vrsta je logičke pogreške. Budući da je namjerne vrste, pripada sofizmima. 
Tim se sofizmom želi izvesti prividan dokaz kojemu su oslonac milosrđe (sućut) i slični osjećaji. Sličan je logičkoj pogrešci argumentum ad passiones.